# Neagu Rădulescu
Neagu Rădulescu (n. 26 decembrie 1912, București, România – d. 3 februarie 1972) a fost un scriitor de proză românească, grafician și caricaturist.

## Biografie
Născut la București, părinții lui au fost Petru Rădulescu, de profesie funcționar, și mama Ecaterina, balerină. A urmat școala primară „Sfântul Iosif” și Colegiul Național „Sfântul Sava” apoi Facultatea de Litere și Filozofie a Universității București (1931-1936). Debutul editorial a avut loc în revista Liceului „Sf. Sava”, în anul 1927. 
Publicații în care au fost incluse articole semnate de Neagu Rădulescu: Cronica, Facla, Viața literară and Reporter și Reporter, iar după lovitura de stat de la 23 august 1944, a publicat în România literară, Luceafărul și Tribuna. In anul 1931, a fondat revista XY.Literatură și artă, cu colaborările lui N. Crevedia, Ilarie Voronca, Andrei Tudor, Mircea Streinul, Vasile Voiculescu, Anton Holban, T.T. Braniște, cu eseuri de C. Noica și V. Bârna, cu cronici literare de Oct. Șuluțiu. Acest lucru a fost urmat în 1933 de Herald, un buletin literar editat împreună cu Miron Suru. Au contribuit la această din urmă publicație: Eugène Ionesco, Eugen Jebeleanu, Emil Botta, Vasile Voiculescu și Anton Holban.
Între 1931-1932, Neagu Rădulescu frecventează Cenaclul Sburătorul, citește proze și prezintă caricaturile tuturor participanților. Este remarcat de Eugen Lovinescu în Istoria sa (1937), pentru fantezie, umor și pitoresc. În 1941, G. Călinescu îl plasează pe urmele lui Anton Bacalbașa pentru umorul lui cazon și în siajul lui G.M. Zamfirescu pentru descrierea mahalalei.
Prima carte a lui Neagu Rădulescu a fost Dragostea noastră cea de toate zilele (1934), o colecție de proză scurtă răsplătită cu Premiul SSR. Alte volume de schițe și povestiri scurte: Nimic despre Japonia (1935), 4 pe trimestrul 2 (1942) și Fetele au crescut (1943). El a publicat, de asemenea, albume de caricaturi și cărți pentru copii. Turnul Babel, care a apărut în 1940 și a ajuns la o a treia ediție din 1946, descrie în mod plăcut o panoramă a lumii literare, la sfârșitul perioadei interbelice. Comentariul și ilustrațiile provin dintr-un autor care a frecventat cafenele literare, un umorist cu tendințe lirice și evocatoare.

## Opera
- A. C. Calotescu-Neicu / N. Crevedia - Antologia epigramei Romanesti (desene de Neagu Radulescu) - 1934
- Nimic despre Japonia; 1935
- Viata romantata a artistului roman, Editura Pamantul , Calarasi , Ialomita , 1936 , prima editie
- Neagu, 1937
- Turnul Babel; Bucuresti; Cugetarea , 1940
- 4 pe trimestrul 2 - ed. 1942
- Pățaniile soldatului Neață, 1943
- Soldatul Neață în război, 1943
- Teatru în bețe; prefață de Pamfil Șeicaru, 1943
- Neata in concediu; Bucuresti; Curentul; 1944
- Fetele au crescut; Bucuresti; Editura contemp., 1945
- Viața în patru labe,  1944;
- Goe fotbalist, 1945;
- Neagu Beagu Cotoiagu, 1945;
- Luluța Pămpărluța, 1947;
- Marinică Mănâncătot, 1947;
- Un balon rîdea în poarta: povestiri; Bucuresti; Editura Tineretului, 1968
- Un creion pe stadioane; pref. de Fanus Neagu; Bucuresti ; Editura Consiliului National pentru Educatie Fizica si Sport, 1968
- Din fotoliul 13(caricaturi); prefață de Aurel Baranga, 1969
- Un catîr binecrescut; prefață de Aurel Martin; Minerva, 1970
- Matisse;Bucuresti; Meridiane, 1970
- Rimet-ix - Mexic' 70 (conține caricaturi de Neagu Rădulescu)
- Fotbal cu pîine; Bucuresti ; Stadion, 1971

## Romane
- Sunt soldat și călăreț; [S. l.]; Editura Naționala-Ciornei, [1937]
- Napoleon fugea repede; Bucuresti, 1947
- Paiațe, 1947

## Traduceri
- Marcelle Tinayre - Madame de Pompadour, 1945.

## Legături externe
- Neagu Rădulescu, lambiek.net

## Vezi și
- Listă de creatori de benzi desenate români